# 玩月洞 (釜山広域市)
座標: 北緯35度5分40.03秒 東経129度1分18.16秒 / 北緯35.0944528度 東経129.0217111度
玩月洞（ワノルドン、朝鮮語: 완월동）は、大韓民国釜山広域市西区の忠武洞（朝鮮語: 충무동）と草場洞（朝鮮語: 초장동）にまたがり存在する私娼街（朝鮮語: 집창촌）の通称。日本の統治時代の緑町に作られた遊郭街に起源をもつ。
2004年9月23日に施行された性売買特別法（ko、日本の売春防止法に相当する）により著しく寂れたとされる。
また、この地区には釜山西区庁による都市再開発計画がある。